# Never Ending Demand Vol. 1
'Never Ending Demand Vol. 1 (Montgomery '77) – album koncertowy Elvisa Presleya, składający się z utworów nagranych 16 lutego 1977 w Montgomery w Alabamie. Wydany w 2010 roku. Podczas tego show Elvis zaśpiewał na żywo jedyny raz w swojej karierze „Where No One Stands Alone”.

## Lista utworów
1. Opening Act by the Stamps Quartet
2. Great, Great Morning
3. Gone At Last
4. Get Me Jesus On The Line
5. Swing Low, Sweet Chariot
6. 2001 Theme
7. See See Rider
8. I Got a Woman-Amen
9. Love Me
10. If You Love Me
11. You Gave Me a Mountain
12. ’O sole mio (Sherrill Nielsen) – It’s Now or Never
13. Little Sister
14. Teddy Bear – Don’t Be Cruel
15. My Way
16. Polk Salad Annie
17. Band Introductions
18. Early Morning Rain feat. John Wilkinson
19. What’d I Say feat. James Burton
20. Johnny B. Goode feat. James Burton
21. Drum Solo feat. Ronnie Tutt
22. Bass Solo feat. Jerry Scheff
23. Love Letters
24. School Day
25. Hurt
26. Hound Dog
27. Instrumental
28. Where No One Stands Alone
29. Unchained Melody
30. Can’t Help Falling in Love
31. Closing Vamp